# 12 Strong
12 Strong (también conocida como 12 Strong: The Declassified True Story of the Horse Soldiers; 12 valientes en España y Tropa de héroes en Latinoamérica) es una película estadounidense de drama bélico de 2018, dirigida por Nicolai Fuglsig, escrita por Peter Craig y Ted Tally y basada en el libro de no ficción de Doug Stanton del mismo nombre, sobre los agentes de la CIA y de las Fuerzas Especiales de Estados Unidos que fueron enviados a Afganistán justo después de los ataques del 11 de septiembre de 2001. La cinta está protagonizada por Chris Hemsworth, Elsa Pataky, Michael Shannon, Michael Peña, Austin Stowell, Trevante Rhodes, William Fichtner y Rob Riggle.

## Sinopsis
A poco de producirse el ataque terrorista del 11 de septiembre, el centro Operacional Alfa (ODA) 595 envía un comando llamado grupo Dagger de las fuerzas especiales estadounidenses el cual llega a una región montañosa de Afganistán para aliarse con los uzbekos y combatir contra líderes tribales fuertemente armados que apoyan a Bin Laden, en especial los talibanes y Al-Qaeda en una lucha de infantería de montaña sin piedad en la que les superan en número. La eliminación del comandante Khaled es el objetivo de la misión.

## Reparto
| Actor           | Personaje                 | Descripción |
| --------------- | ------------------------- | --- |
| Chris Hemsworth | Cap. Mitch Nelson         | Inspirado en Mark E. Mitchell.                                                                                           |
| Michael Shannon |                           | Segundo del capitán Nelson, experimentado en guerras de emboscadas.                                                      |
| Michael Peña    |                           | Miembro del grupo que intenta cortar la línea de suministros del grupo talibán.                                          |
| Austin Stowell  | Sgto. Fred Falls          | Soldado estadounidense del equipo de élite de las Fuerzas Especiales de Estados Unidos.                                  |
| Elsa Pataky     |                           | Esposa del capitán Nelson                                                                                                |
| Trevante Rhodes |                           | Soldado de apoyo que se hace de un amigo usbeko.                                                                         |
| Rob Riggle      | Cnel. Max Bowers          | |
| Austin Hébert   | Sgto. Pat Essex           | |
| Ben O'Toole     | Scott Black               | |
| Navid Negahban  | Gral. Abdul Rashid Dostum | General de una tribu usbeka enemiga de los talibanes liderados por el Comandante Khaled que se alía con el grupo Dagger. |
| Fahim Fazli     | Comandante Khaled         | Cruel comandante de una facción taliban enemiga del General Dostum.                                                      |
| Peter Malek     | Habib                     | |
| Allison King    | Marsha Spencer            | |
| Lauren Myers    | Lisa Diller               | |

## Producción

### Desarrollo
El 2 de diciembre de 2011, se anunció que el productor Jerry Bruckheimer había obtenido un guion de Ted Tally y que sería reescrito por Peter Craig junto con Nicolai Fuglsig (adjuntándolo como director), el cual fue comprado por Walt Disney Pictures en 2009 para Bruckheimer, basado en el libro de no ficción de Doug Stanton, Horse Soldiers. El 29 de marzo de 2016, Deadline informó que Bruckheimer había contratado oficialmente a Fuglsig para hacer su debut como director de cine, siendo el proyecto cofinanciado y producido por Molly Smith, Trent Luckinbill y Thad Luckinbill a través de Black Label Media, junto con Jerry Bruckheimer Films, la compañía productora de Bruckheimer.

### Casting
El 30 de septiembre de 2016, Chris Hemsworth y Michael Shannon fueron contratados para la película, y más tarde, el 1 de noviembre, Michael Peña se les unió en el reparto. El 3 de noviembre de 2016, el atleta y actor Trevante Rhodes también se unió al elenco. El 14 de noviembre del mismo año, Austin Stowell fue elegido para interpretar al sargento Fred Falls, un soldado estadounidense en el equipo de élite de las Fuerzas Especiales. Luego, se anunció que la compañía Warner Bros. manejaría la distribución de la película. El 15 de noviembre, Austin Hébert fue elegido para interpretar al Sargento Pat Essex, el intelectual e ingeniero del equipo, y el mismo día se informó que Ben O'Toole era contratado para un papel no especificado. El 17 de noviembre, Variety informó que Navid Negahban interpretaría al General Abdul Rashid Dostum en la película. Elsa Pataky fue elegida para ser la protagonista en diciembre de 2016, mientras que el 3 de febrero de 2017, Deadline informó que Rob Riggle se había unido a la película para interpretar al Coronel del Ejército Max Bowers.

### Filmación
La fotografía principal de la película empezó a inicios de enero de 2017 en Nuevo México. Para la filmación se utilizaron las minas cercanas a Orogrande, Nuevo México. Más tarde el rodaje tuvo lugar en Socorro, Nuevo México, donde la filmación terminó el 26 de enero, después de ocho días. La película también fue rodada en Alamogordo, donde se usaría el Monumento Nacional White Sands como lugar de grabación.

## Recepción
12 Strong ha recibido reseñas mixtas a positivas de parte de la crítica y de la audiencia. En el portal de internet Rotten Tomatoes, la película posee una aprobación de 52%, basada en 156 reseñas, con una calificación de 5.5/10 y un consenso cítico que dice: "12 Strong tiene un elenco sólido, intenciones honorables y una emocionante historia basada en hechos reales, todo lo cual es ocasionalmente suficiente para equilibrar una decepcionante falta de profundidad o matiz." De parte de la audiencia ha recibido una aprobación de 63%, basada en 4855 votos, con una calificación de 3.8/5.
La página Metacritic le ha dado a la película una puntuación de 54 de 100, basada en 43 reseñas, indicando "reseñas mixtas". Las audiencias de CinemaScore le han dado una "A" en una escala de A+ a F, mientras que en el sitio IMDb los usuarios le han dado una puntuación de 6.6/10, sobre la base de 42 102 votos.